# 천원 (북원)
천원(天元, 1379년? ~ 1388년?)은 북원 천원제(天元帝) 토구스테무르 우스칼 칸의 연호이다. 토구스테무르 우스칼 칸 살해 이후 이수데르 조리그투 칸이 대칸 즉위하면서 중국식 군주 명칭인 황제와 연호 제도를 폐지 하고, 대칸 지위만 유지 한 채 몽골 제국을 이어 간다.

## 개원에 대한 기록
역사서인 《신원사》(新元史)에서 소종(昭宗) 열전에서는 천원 연호를 사용하였다는 간략한 기록만 전해지고 있다. 청나라 시기 학자인 종연영(鍾淵映)의 사서《역대건원고》(歴代建元考)에는 1380년에 천원으로 개원 했다는 기록이 있지만, 자료 부족으로 인한 기록 오류로 보고 있다. 정사인 《고려사》(高麗史) 신우(辛禑) 열전 우왕 5년 6월(1379년) 기사를 보면 북원에서 사신이 와서 연호 개정 등을 알리는 기록이 있는 것으로 보면, 적어도 1379년 음력 6월 이전에 개원 했다는 것으로 추정된다. 
이 연호를 언제 까지 썼는지를 정확히 알 수는 없다. 《명실록》(明實錄) 태조실록(太祖實錄)의 홍무(洪武) 21년 10월 6일(1388년 11월 4일) 기록에 토구스테무르가 황자와 살해되었다는 기록이 있으며, 정사《명사》(明史) 태조(太祖) 본기에서는 1389년에 살해 된 것으로 나오지만 달단(韃靼) 열전에서는 1388년으로 나온다. 최소한 천원 연호는 1388년까지는 사용했다는 것으로 추정된다.  

## 연대 대조표
| 천원 | 서기(西紀) | 간지(干支) | 명나라 연호     |
| 원년 | 1379년     | 기미(己未) | 홍무(洪武) 12년 |
| 2년  | 1380년     | 경신(庚申) | 홍무 13년       |
| 3년  | 1381년     | 신유(辛酉) | 홍무 14년       |
| 4년  | 1382년     | 임술(壬戌) | 홍무 15년       |
| 5년  | 1383년     | 계해(癸亥) | 홍무 16년       |
| 6년  | 1384년     | 갑자(甲子) | 홍무 17년       |
| 7년  | 1385년     | 을축(乙丑) | 홍무 18년       |
| 8년  | 1386년     | 병인(丙寅) | 홍무 19년       |
| 9년  | 1387년     | 정묘(丁卯) | 홍무 20년       |
| 10년 | 1388년     | 무진(戊辰) | 홍무 21년       |

## 같이 보기
- 다른 왕조의 같은 연호
  - 일본(日本) 덴겐(天元, 978년 ~ 983년)

- 중국의 연호 목록

| 이전 연호 선광(宣光) | 중국의 연호 북원(北元) | 다음 연호 (건원 포기) 《명 홍무(洪武)》 |